# Saint-Quentin (New Brunswick)
Saint-Quentin ist eine Stadt im Restigouche County in der kanadischen Provinz New Brunswick mit 2194 Einwohnern (Stand: 2016). 2011 betrug die Einwohnerzahl 2095, von der 98 % französisch sprachen.

## Geografie
Saint-Quentin liegt an der Kreuzung der Verbindungsstraßen New Brunswick Route 17 und New Brunswick Route 180. Campbellton und Dalhousie befinden sich rund 80 bzw. 100 Kilometer entfernt in jeweils nordöstlicher Richtung, Grand Falls rund 60 Kilometer entfernt in südwestlicher Richtung.

## Geschichte
Als im Jahr 1897 die Restigouche and Western Railway Company eine Eisenbahnlinie von Campbellton nach Saint-Léonard baute, ließen sich Siedler in der Region nieder und nannten den Ort 1910 zunächst Anderson Siding. Nach Erfolgen der Alliierten in der Schlacht an der Somme im Ersten Weltkrieg, an der auch kanadische Truppen bei Saint-Quentin beteiligt waren, wurde der Ort 1919 zum Gedenken an dieses Ereignis in Saint-Quentin umbenannt. Er erhielt im Jahr 1966 die Stadtrechte.
Als Logo der Stadt wurde ein Ahornbaum gewählt, da die Lebensgrundlage eines Großteils der Einwohner das gesamte Jahr hindurch mit dieser Pflanzengattung in Zusammenhang steht: Im Frühjahr werden Ahornzucker und Ahornsirup gewonnen, im Sommer und Winter floriert die Holzwirtschaft und im Herbst sind die verfärbten bunten Blätter während des Indian Summer ein Anziehungspunkt für Touristen. Aufgrund der beträchtlichen Produktion von Ahornsirup nennt sich die Stadt auch Atlantic Maple Capital oder The maple syrup capital of Atlantic Canada (Ahornsirup-Hauptstadt der Kanadischen Atlantischen Provinzen).

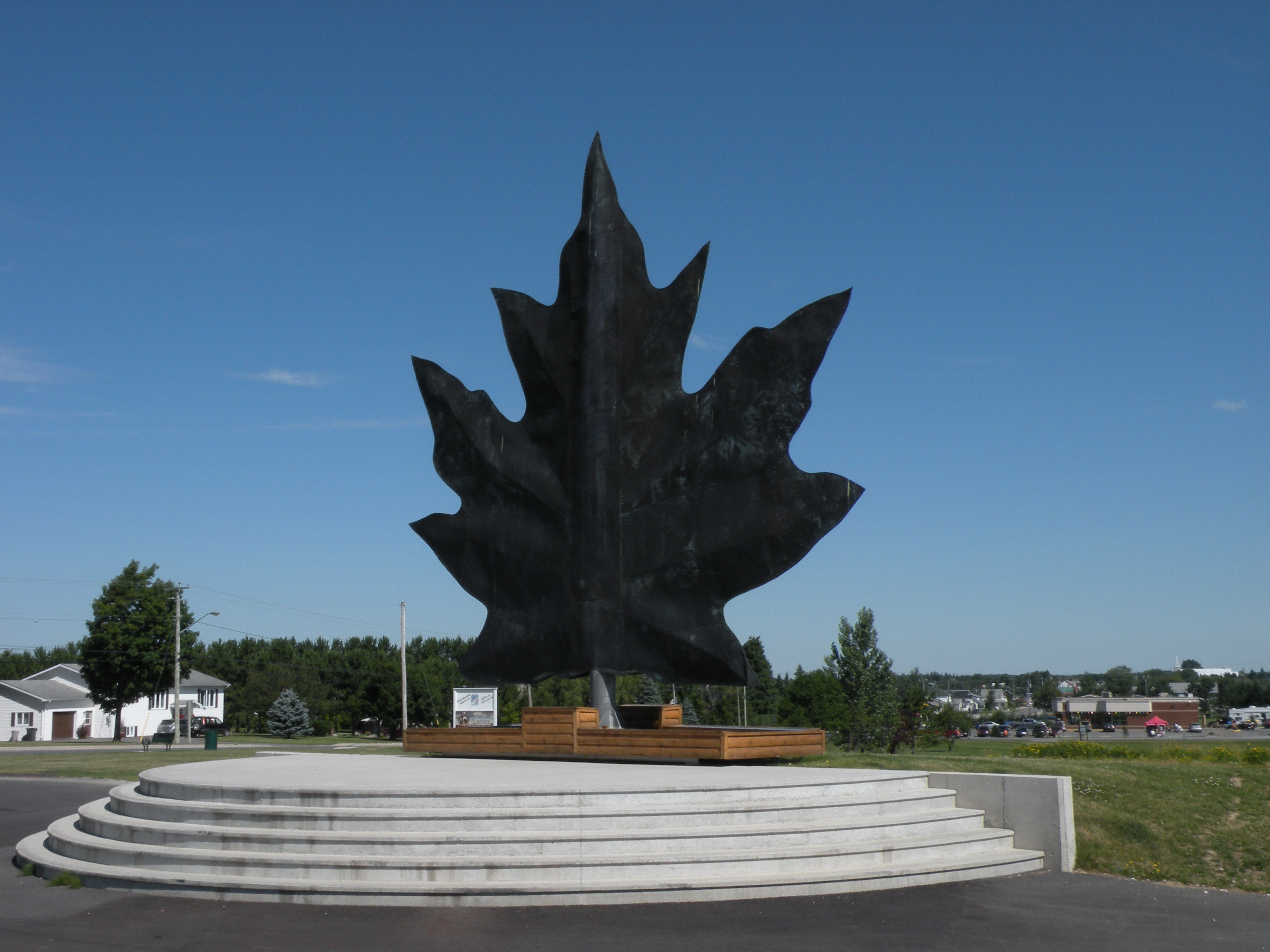
Standbild eines Ahornblattes
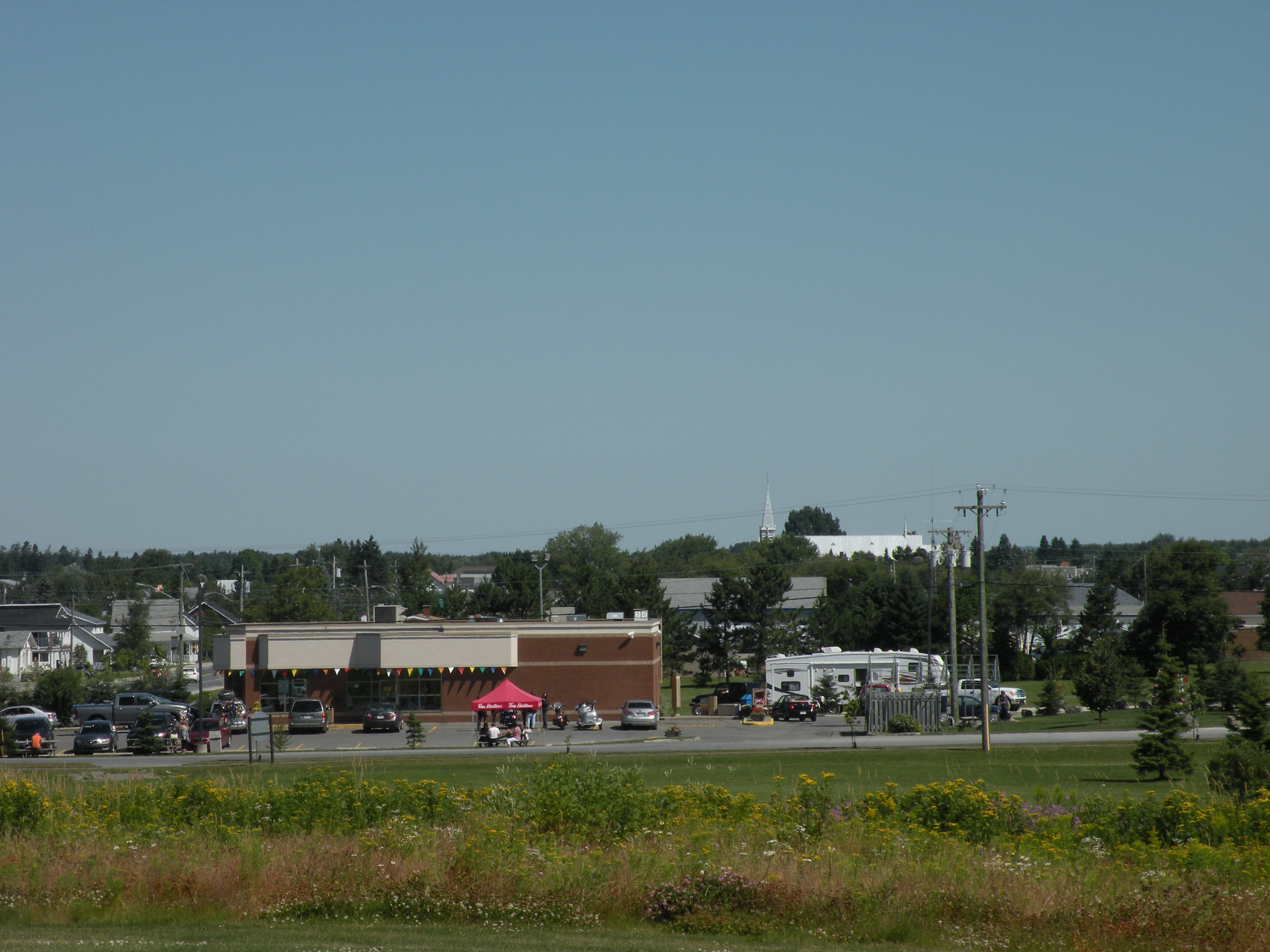
Blick auf Saint-Quentin
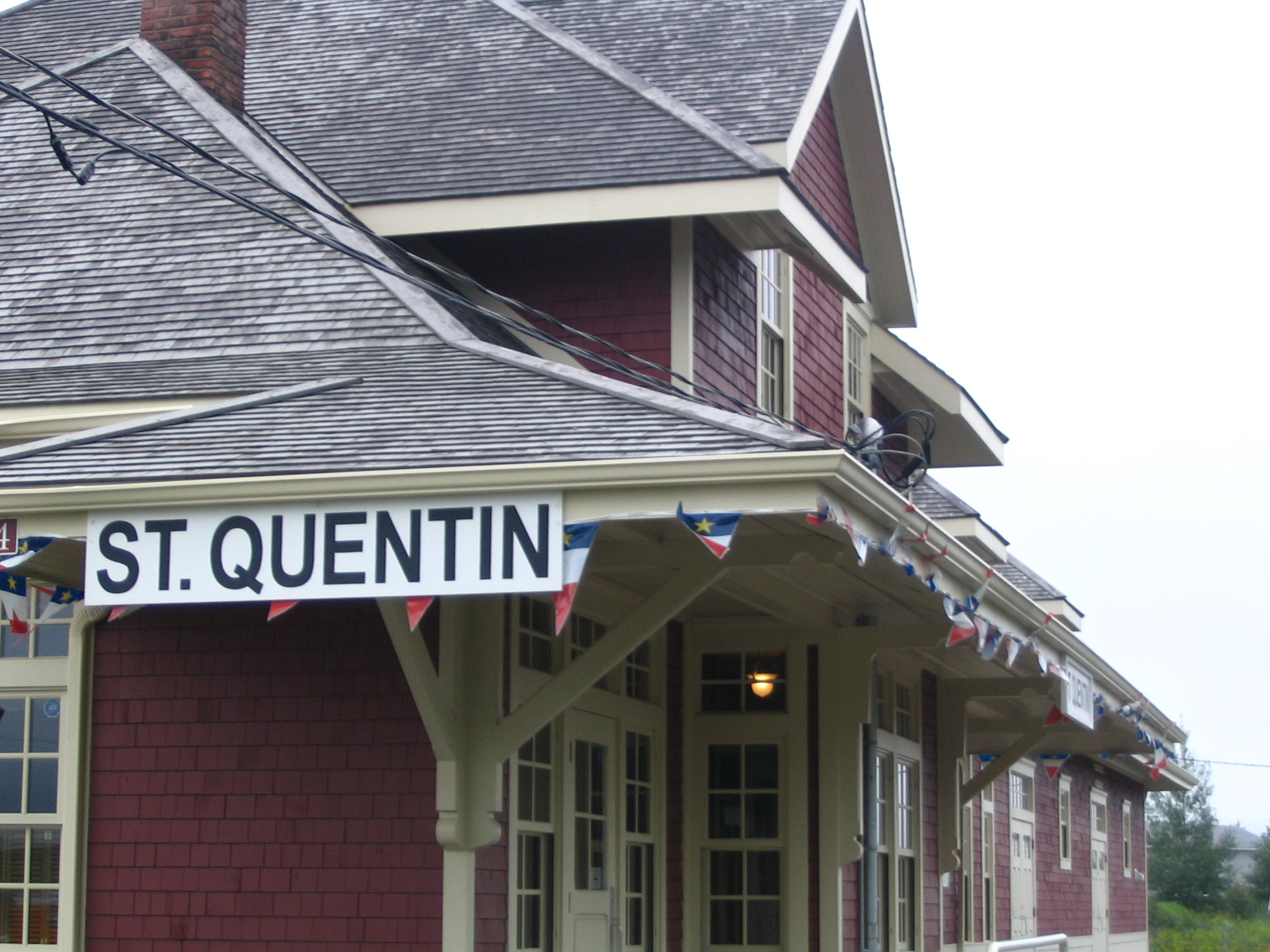
Historischer Bahnhof
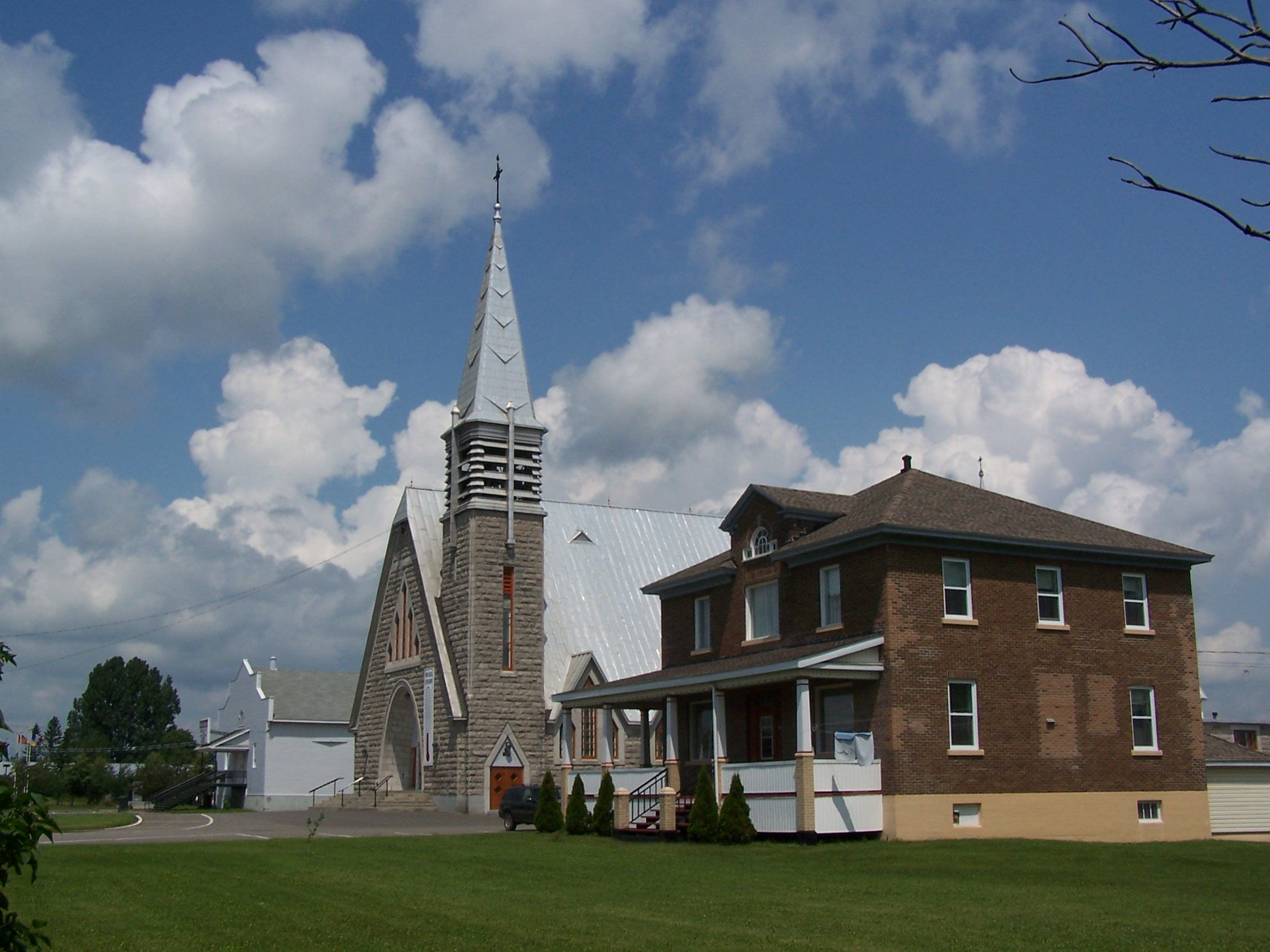
Kirche und Pfarrhaus von Saint-Quentin

## Festivals
In jedem Jahr werden in der Stadt Festivals veranstaltet, insbesondere das Maple Capital of the Atlantic Festival, das Western Festival und ein Winter Carnival .

## Söhne und Töchter
- Lionel Gendron (* 1944), römisch-katholischer Ordensgeistlicher, emeritierter Bischof von Saint-Jean-Longueuil
- Bernard Valcourt (* 1952), Politiker